# Arakida Moritake
Arakida Moritake (1473–1549) foi um famoso poeta do periodo clássico do haiku japonês, além de sacerdote xintoísta, autor de um dos haikus que se tornou um dos mais célebres ou conhecidos em literatura traduzida para a língua portuguesa, bem como para a inglesa, onde uma flor caída se confunde com a imagem de uma flor caída voltando para o galho, o qual conta com grande número de traduções literais ou não.

## Alguns poemas
- Voa o papel/Junto às flores de ameixeira –/Primavera dos deuses.
- Ao soprar o vento leste,/ Exalem seu perfume,/ Oh, flores da ameixeira!/ Mesmo longe de seu mestre,/ Não se esqueçam da primavera.
- Uma flor caída/Voltando para o galho?/ foi uma borboleta.